# Derecha política

Gráfico que muestra el espectro político de izquierda a derecha que según Hans Eysenck se puede graficar en la brújula política.

En política, la derecha es el segmento del espectro político que afirma que determinados órdenes sociales y jerarquías son inevitables o deseables, apoyándose por lo general sobre la naturaleza humana, el derecho natural, la economía o la tradición. Estas jerarquías son vistas por la derecha como producto natural de la competencia en las economías de mercado o simplemente como una consecuencia inevitable de las diferencias en la personalidad de los individuos.
En Europa, la derecha es un concepto que engloba ideas muy heterogéneas: incluye nacionalistas, la oposición a la inmigración, liberales económicos (aunque también a algunos nacionalistas económicos), soberanismo, patriotismo, autonomismo (aunque se usa en la izquierda también), democracia cristiana y también algunos movimientos de ideas anticapitalistas, incluyendo el tradicionalismo, el nacionalsindicalismo o el fascismo. Algunos derechistas europeos se oponen al capitalismo contemporáneo, argumentando que fomenta el egoísmo y el materialismo, mientras que en otros lugares del mundo, la doctrina económica del laissez faire y los políticos de derecha son más cercanos.
No existe una definición unívoca de derecha aunque dadas un conjunto de dicotomías como el individualismo frente a colectivismo, confesionalidad frente a laicismo, propiedad privada frente a propiedad pública de algunas actividades económicas, igualdad de oportunidades frente a igualdad de resultados, tradicionalismo frente a reformismo social, conservadurismo frente al progresismo y al liberalismo social, la derecha se decanta estadísticamente por las primeras componentes de cada una de ellas en mayor proporción que la izquierda. Actualmente, el discurso político de la mayor parte de fuerzas de derecha habla favorablemente de la riqueza a través de la libre competencia.
El término derecha política tiene muchas connotaciones e ideas conflictivas en la actualidad. Engloba por tanto a corrientes ideológicas muy diversas cuya separación puede ser tajante, aunque también pueden ser compatibles, que ante todo busquen el mantenimiento de un orden social natural (tradicionalismo, conservadurismo). En oposición a la izquierda política, el sector más liberal enfatiza el libre mercado por encima del intervencionismo de las administraciones públicas y busca potenciar valores y derechos individuales, frente a posiciones colectivistas, redistributivas o estatistas, mientras que el sector más conservador es partidario del encuadramiento colectivo en estructuras rígidamente jerarquizadas y disciplinadas.

## Origen del término
El término Derecha política, como el de Izquierda política, tiene su origen formal en la votación que tuvo lugar el 11 de septiembre de 1789 en la Asamblea Nacional Constituyente surgida de la Revolución Francesa en la que se discutía la propuesta de un artículo de la nueva Constitución. Allí se establecía el veto absoluto del rey a las leyes aprobadas por la futura Asamblea Legislativa. Los diputados que estaban a favor de la propuesta, que suponía el mantenimiento de hecho del poder absoluto del monarca, se situaron a la derecha del presidente de la Asamblea. Los que estaban en contra, y defendían que el rey sólo tuviera derecho a un veto suspensivo y limitado en el tiempo poniendo por tanto la soberanía nacional por encima de la autoridad real, se situaron a la izquierda del presidente. Así el término "izquierda" quedó asociado a las opciones políticas que propugnaban el cambio político y social, mientras que el término "derecha" quedó asociado a las que se oponían a dichos cambios.

## Corrientes
El significado de la derecha "varía según las sociedades, las épocas históricas y los sistemas e ideologías políticas". En las democracias liberales, la derecha política se opone a la socialdemocracia, el laborismo y el socialismo. Los partidos de derecha incluyen conservadores, demócratas cristianos y nacionalistas. Roger Eatwell y Neal O'Sullivan dividen la derecha en cinco tipos: reaccionaria, moderada, radical, extrema y nueva.

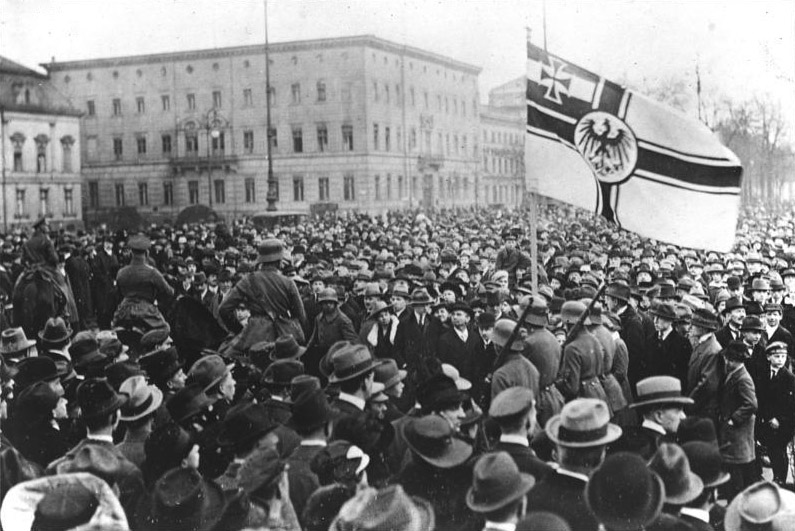
Los Freikorps fueron unidades irregulares y contrarrevolucionarias de voluntarios militares formadas para combatir el comunismo. Si bien no tenían una ideología concreta, muchos de sus miembros variaban entre conservadores, nacionalistas y monarquistas.

### Conservadurismo

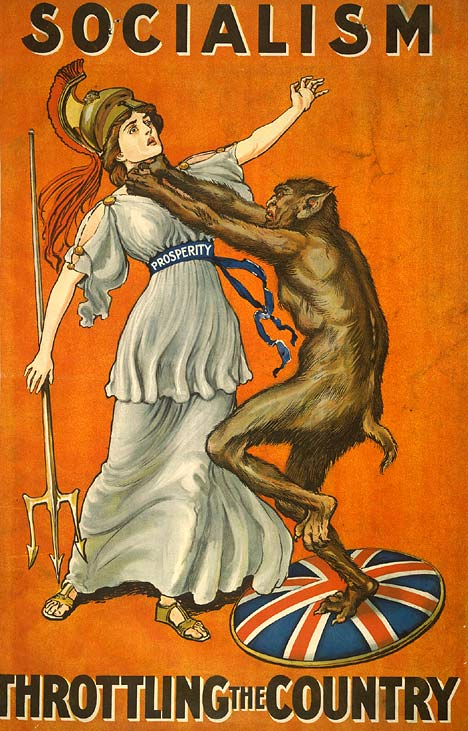
Póster del Partido Conservador Británico, 1909.

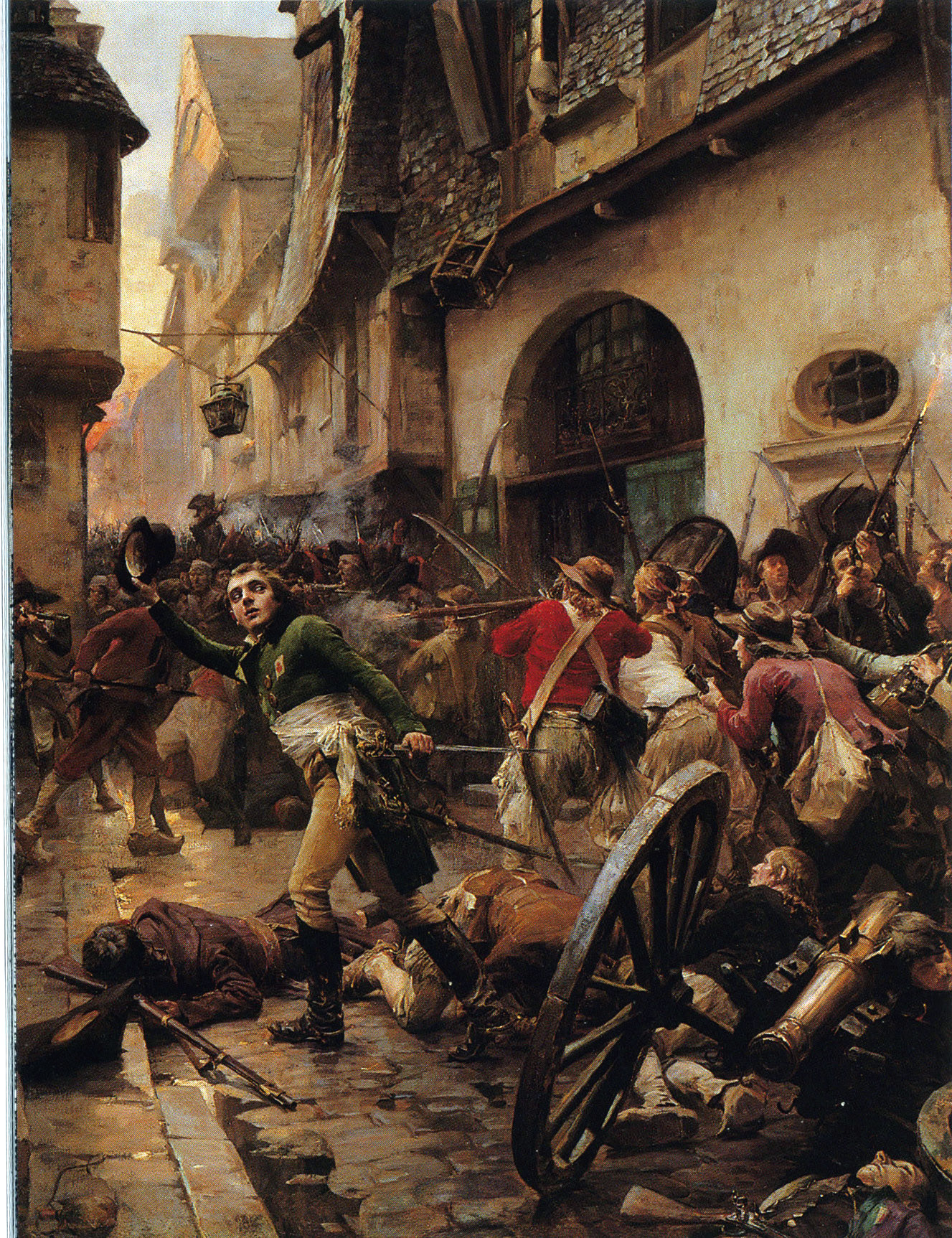
La Guerra de la Vendée fue un alzamiento monárquico y contrarrevolucionario en Francia que fue reprimido por las fuerzas republicanas en 1796

En filosofía política, se denomina conservadurismo en sentido amplio al conjunto de doctrinas y movimientos políticos que favorecen el uso del poder político o la fuerza del Estado para conservar o restaurar tradiciones —creencias o costumbres— de un pueblo o nación, que pueden ser de tipo religiosas, culturales o políticas. En estos casos el término conservadurismo es entendido como un tradicionalismo en política o mantener intacto un orden político presente o como reaccionarismo o restauración de un orden político perdido.
En el espectro político, por la valoración favorable que los conservadores tienen del orden jerárquico y de la desigualdad social, con frecuencia se considera que están dentro de la derecha política, sin embargo también pueden encontrarse, en menor medida, conservadores en la izquierda política.

### Liberalismo económico
El liberalismo económico es el pensamiento económico del liberalismo, que promueve la libertad económica y está en contra de la intervención del Estado en la economía. Surgió en Europa y fue desarrollado durante la Ilustración desde finales del siglo XVIII como una reacción a la intervención de los estados en materias económicas. Este pensamiento fue llamado en sus orígenes librecambismo y tuvo entre sus principales ideólogos al economista escocés Adam Smith. Su obra fue de gran importancia para el pensamiento económico moderno, pues planteaba que era necesario reducir las barreras al comercio.
Habitualmente se resume en la expresión francesa laissez faire (dejen hacer), que no obstante es el lema de la fisiocracia, una teoría económica precedente. Incluye un espectro de diferentes políticas económicas, tales como el libre comercio, la desregulación, los recortes de impuestos y la privatización. La flexibilidad del mercado laboral y la oposición a los sindicatos también son posiciones comunes, pero siempre se basa en un fuerte apoyo a la economía de libre mercado y la propiedad privada.
Esta doctrina se halla en las antípodas del marxismo (que persigue la igualdad económica antes de nada; y cree que para lograrla, se necesita la intervención del estado). Teóricos como Karl Marx criticaron el capitalismo por las desigualdades sociales que comportaba.

### Anticomunismo
El anticomunismo es la oposición política e ideológica al comunismo. El anticomunismo organizado se desarrolló después de la Revolución de Octubre de 1917 en Rusia y alcanzó dimensiones globales durante la Guerra Fría, cuando Estados Unidos y la Unión Soviética entablaron una intensa rivalidad. El anticomunismo ha sido un elemento de movimientos que ocupan muchas posiciones políticas diferentes, incluido el conservadurismo, el fascismo, el liberalismo, el nacionalismo, la socialdemocracia y el libertarismo. El anticomunismo también se ha expresado en la filosofía, en varios grupos religiosos y en la literatura. El anticomunismo también ha sido prominente entre los movimientos que se resisten al gobierno comunista.
La segunda organización que se dedicó específicamente a oponerse al comunismo fue el movimiento Blanco Ruso que luchó en la guerra civil rusa a partir de 1918 contra el gobierno bolchevique recientemente establecido. El movimiento blanco fue apoyado militarmente por varios gobiernos extranjeros aliados, lo que representó la primera instancia del anticomunismo como política gubernamental. Sin embargo, el Ejército Rojo derrotó al movimiento Blanco y se creó la Unión Soviética en 1922. Durante la existencia de la Unión Soviética, el anticomunismo se convirtió en una característica importante de muchos movimientos políticos y gobiernos diferentes en todo el mundo.
En los Estados Unidos, el anticomunismo saltó a la fama durante el Primer Susto Rojo de 1919-1920. Durante las décadas de 1920 y 1930, conservadores, fascistas, liberales y socialdemócratas promovieron la oposición al comunismo en Europa. Los gobiernos fascistas se destacaron como principales oponentes del comunismo en la década de 1930. En 1936, el Pacto Antikomintern, inicialmente entre la Alemania nazi y el Imperio de Japón, se formó como una alianza anticomunista. En Asia, el Imperio de Japón y el Kuomintang (el Partido Nacionalista Chino) fueron las principales fuerzas anticomunistas en este período.
Durante la Segunda Guerra Mundial, la Unión Soviética comunista fue una de las principales naciones aliadas que lucharon contra las potencias del Eje. Poco después del final de la Segunda Guerra Mundial, la rivalidad entre la Unión Soviética marxista-leninista y los Estados Unidos liberal-capitalista resultó en la Guerra Fría. Durante este período, el gobierno de los Estados Unidos desempeñó un papel de liderazgo en el apoyo al anticomunismo global como parte de su política de contención. Los conflictos militares entre comunistas y anticomunistas ocurrieron en varias partes del mundo, incluso durante la guerra civil china, la guerra de Corea, la Emergencia Malaya, la guerra de Vietnam, la guerra soviético-afgana y la Operación Cóndor. La OTAN se fundó como una alianza militar anticomunista en 1949 y continuó durante la Guerra Fría.
Después de la Segunda Guerra Mundial, el comunismo se convirtió en un fenómeno global y el anticomunismo se convirtió en una parte integral de las políticas internas y externas de los Estados Unidos y sus aliados de la OTAN. El conservadurismo en la era de la posguerra abandonó sus raíces monárquicas y aristocráticas, centrándose en cambio en el patriotismo, los valores religiosos y el nacionalismo. A lo largo de la Guerra Fría, los gobiernos coloniales de Asia, África y América Latina recurrieron a los Estados Unidos para obtener apoyo político y económico. Estados Unidos hizo del anticomunismo la máxima prioridad de su política exterior y muchos conservadores estadounidenses trataron de combatir lo que vieron como influencia comunista en casa. Esto condujo a la adopción de una serie de políticas nacionales que se conocen colectivamente bajo el término "macartismo". Mientras que tanto los liberales como los conservadores eran anticomunistas, los seguidores del senador McCarthy fueron llamados de derecha.

### Populismo de derecha
El populismo de derecha es una ideología política que combina la derecha política con retórica y temas populistas. De acuerdo con la definición de Cas Mudde, el populismo es una ideología política que divide a la sociedad en dos entes homogéneos y antagonistas: el pueblo y las élites. Desde una perspectiva de derecha, se percibe a las élites políticas y al Estado como intrínsecamente corruptos y burocráticos, por lo que hay una retórica que apela a los individuos y a la sociedad que se identifica como antiestado, unida en torno a una religión mayoritaria, u opositora a otras tendencias políticas que se ubican como rivales.
En Europa el populismo de derecha es una expresión que se usa para describir a grupos, políticos y partidos políticos generalmente conocidos por su xenofobia, principalmente contra el mundo islámico, y que en la mayoría de los casos tienen una postura euroescéptica. El populismo de derecha en el mundo occidental está generalmente, aunque no exclusivamente, asociado con ideologías como el ultraconservadurismo, el reaccionarismo y el neonacionalismo la antiglobalización, el nativismo, en algunos casos al proteccionismo, aunque en otros al libertarismo económico y la oposición a la inmigración. Las ideas y sentimientos antimusulmanes y el antisemitismo sirven como los "grandes unificadores" entre las formaciones políticas de derecha en todo Estados Unidos y Europa. Las opiniones tradicionales de la derecha, como la repulsión por el estado de bienestar, sumado a una fuerte reivindicación de la “incorreción política”, posiciones antiprogresistas y antiigualitarias, hasta partidos o movimientos con inclinaciones o simpatías neonazis, también se describen bajo el populismo de derecha, hay en este abanico político una monstrificación de la justicia social acompañada en ocasiones de un sutil discurso antidemocrático.
A partir de la década de 1990, los partidos populistas de derecha han tenido presencia en las legislaturas de varias democracias, entre ellas Australia, Brasil, Canadá, República Checa, Dinamarca, Estonia, Francia, Alemania, Rumania y Suecia; y han llegado a estar en alguna ocasión en gobiernos de coalición en Austria, Bélgica, Bulgaria, Chile, Finlandia, Grecia, Italia, Israel, Letonia, Lituania, los Países Bajos, Nueva Zelanda, Noruega, Eslovaquia y Suiza; y han llegado a formar gobiernos mayoritarios en India, Turquía, Hungría y Polonia. Si bien los movimientos de extrema derecha en los Estados Unidos se han estudiado por separado, donde normalmente se la llama "derecha radical", algunos escritores los consideran parte del mismo fenómeno. El populismo de derecha en los Estados Unidos también está estrechamente vinculado al paleoconservatismo. Para algunos, el populismo de derecha es distinto del conservadurismo, mientras que para otros, el conservadurismo es una característica del populismo de derecha, ya que es muy frecuente que los populistas de derecha promuevan políticas conservadoras o pertenezcan a partidos políticos conservadores. Otros partidos populistas tienen vínculos con movimientos fascistas fundados durante el período de entreguerras, cuando el fascismo italiano, alemán, húngaro, español y japonés subió al poder. El principal ideólogo del paleolibertarismo, Murray Rothbard, señalaba en el siglo XX que la “estrategia correcta” de los paleoliberatrios y libertarios en los Estados Unidos era el populismo de derecha, que pasaba por prenderse del racismo existente entre la sociedad norteamericana, y otras posturas reaccionarias, para lograr introducir sus ideologías económicas en la lucha política.

### Nacionalismo
El nacionalismo es una ideología y movimiento sociopolítico que surgió junto con el concepto moderno de nación, propio de la Edad Contemporánea, en las circunstancias históricas de la llamada Era de las Revoluciones (Revolución industrial, Revolución burguesa, Revolución liberal) y los movimientos de independencia de las colonias europeas en América, desde finales del siglo XVIII. También puede designar al sentimiento nacionalista y a la época del nacionalismo.
Según Ernest Gellner, «el nacionalismo es un principio político que sostiene que debe haber congruencia entre la unidad nacional y la política» o dicho con otras palabras «el nacionalismo es una teoría de legitimidad política que prescribe que los límites étnicos no deben contraponerse a los políticos». Por su parte Liah Greenfeld define el término «nacionalismo» en un sentido general como el «conjunto de ideas y de sentimientos que conforman el marco conceptual de la identidad nacional», esta última considerada como la «identidad fundamental» en el mundo moderno frente a otras identidades en cuanto que «se considera definidora de la esencia misma del individuo». Para Ricardo Rojas el nacionalismo es la «conciencia... del yo colectivo» de una nación».
En la obra colectiva de Historia, Geografía y Ciencias Sociales del Ministerio de Educación de Chile, se define el nacionalismo como una "ideología que consiste en la afirmación de una identidad cultural ligada generalmente a un territorio, una lengua y una tradición histórica real o inventada, la cual, en la mayor parte de los casos termina por exacerbar la superioridad de un pueblo o nación por sobre otros."
En el análisis del nacionalismo se han configurado dos paradigmas contrapuestos y excluyentes, cada uno de los cuales implica una determinada concepción de la naturaleza y el origen de la nación y una definición de la misma: el modernista o constructivista, que define la nación como una comunidad humana que detenta la soberanía sobre un determinado territorio por lo que antes de la aparición de los nacionalismos en la Edad Contemporánea no habrían existido las naciones —la nación sería una «invención» de los nacionalismos—; y el perennialista o primordialista que define la nación sin tener en cuenta la cuestión de la soberanía y que defiende, por tanto, que las naciones existieron antes que los nacionalismos, hundiendo sus raíces en tiempos remotos —así sería la nación la que crea el nacionalismo y no a la inversa—.
Así también el nacionalismo ha dado lugar a dos grandes corrientes ideológicas: la primera de ellas busca fortalecer la autodeterminación nacional ante potencias coloniales, imperialistas o neocoloniales, corriente que ha sido caracterizada como «nacionalismo liberador» por Rosa de Diego, o «nacionalismo antimperialista» por Rafael Cuevas Molina, mientras la segunda busca impulsar la supremacía de una nación sobre otras, denominada por Memmi como «nacionalismo del colonialista», y caracterizada por Rosa de Diego como «nacionalismo excluyente y dominador».

### Demócrata cristiano

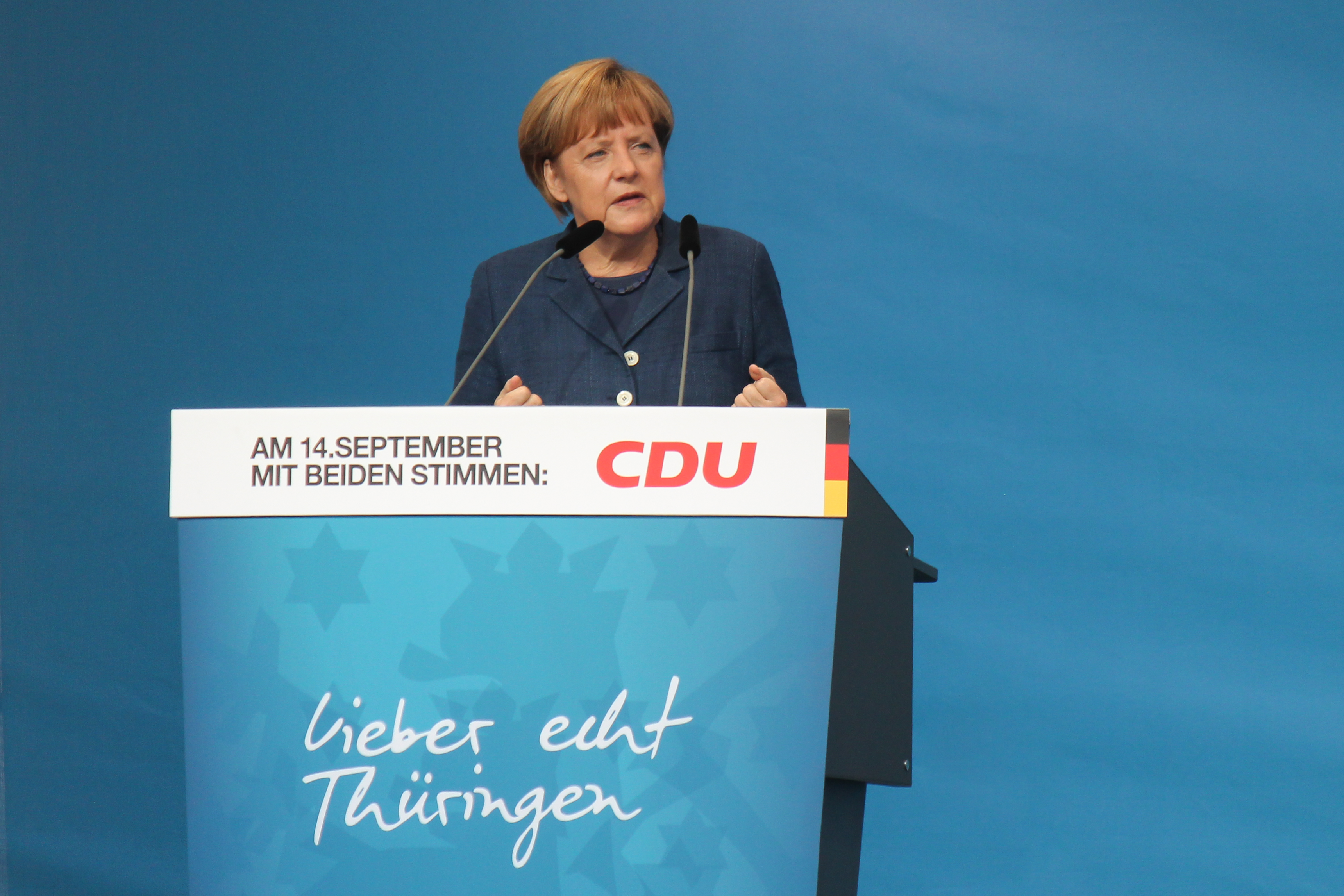
Angela Merkel Presidente del partido demócrata cristiano de Alemania, la CDU, 2014

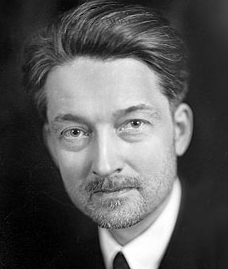
Jacques Maritain principal exponente del humanismo cristiano.

Es una ideología política que busca aplicar los principios del cristianismo (a menudo el catolicismo en particular) a las políticas públicas. Esta ideología surgió en el siglo XIX en Europa, y continúa teniendo influencia en Europa y Latinoamérica.
En la práctica política, la Democracia cristiana es considerada de derecha en asuntos morales, económicos y culturales y de izquierda en temas laborales.[cita requerida]Aunque en muchas ocasiones la democracia cristiana ha aceptado posicionamientos del liberalismo, compartiendo la idea de la reducción de impuestos con la intervención social, con la intención de acabar con la injusticia social. Por esa razón es frecuente encontrar partidos democristianos en la centro-derecha.[cita requerida]

### Imperialismo
Es una actitud adoptada por un estado para pretender colocarse por encima de otros estados o comunidades. Existen diversas variantes ideológicas de imperialismo, desde la exaltación de valores nacionales, religiosos y étnicos más frecuentemente alineados con la derecha política, al imperialismo soviético que pretendía extender la revolución proletaria a otras partes del mundo. El imperialismo moderno suele referirse a la actitud de algunas potencias, principalmente europeas además de los Estados Unidos de América, desde la Edad Moderna hasta el proceso de descolonización tras la Segunda Guerra Mundial; y más específicamente, incluso con el nombre Era del Imperialismo, utilizado por la historiografía, al periodo que va de 1871 a 1919, en que se produjo una verdadera carrera para construir imperios, principalmente con el llamado reparto de África.[cita requerida]
A ese período se refieren dos de los textos más importantes que fijaron el concepto: Imperialism, a study, de J. A. Hobson, y El imperialismo, fase superior del capitalismo, del ideólogo marxista y líder bolchevique Lenin. Hay que mencionar que imperialismo y colonización son términos parecidos pero no iguales, ya que pueden ser confundidos, y tomarse como sinónimos. En el proceso histórico se puede advertir que no son lo mismo.